# Jan ścinawski
Jan ścinawski (ur. między 1296 a 1300, zm. 7 października między 1361 a 1364) – książę głogowsko-żagański z dynastii Piastów. W latach 1312–1317 wspólnie z braćmi Henrykiem IV Wiernym i Przemkiem współrządca nad Żaganiem i Ścinawą, a w latach 1312–1314 także w Poznaniu, od 1316 lub 1317 samodzielny książę ścinawski, od 1329 dziedziczny lennik czeski.

## Życiorys
Jan był czwartym pod względem starszeństwa synem Henryka III głogowskiego i Matyldy brunszwickiej. Datę jego narodzin ustala się na lata między 1296 a 1300. W chwili śmierci ojca był jeszcze małoletni, w związku z czym znalazł się pod opieką matki i starszego brata Henryka.
29 lutego 1312 nastąpił pierwszy podział księstwa, w wyniku którego Henryk, Jan i Przemko otrzymali zachodnią część dziedzictwa z Żaganiem, Ścinawą i Poznaniem. W przyszłości po śmierci matki do dzielnicy braci miał być dołączony również Głogów. Pozostałą część dziedzictwa z Oleśnicą, Kaliszem i Gnieznem przejęli dwaj pozostali bracia – Konrad i Bolesław. Okres wspólnych rządów książąt stał pod znakiem utraty Wielkopolski na rzecz Władysława Łokietka. W tym samym czasie Głogowczycy stracili również część terytoriów uzyskanych przez ojca od książąt legnickich.
Samodzielne rządy w wydzielonej przez Henryka IV dzielnicy obejmującej Ścinawę, Górę i Lubin Jan objął na przełomie 1316 i 1317.
Po usamodzielnieniu się na przełomie 1316 i 1317 a przed 1324 książę Jan ożenił się z Małgorzatą, córką księcia pomorskiego Bogusława IV i Małgorzaty rugijskiej. Małżeństwo, które zostało zawarte przed 29 lipca 1322 było bezdzietne.
29 lipca 1326 zawarł z braćmi Henrykiem IV i Przemkiem trójstronny układ o przeżycie, w którym bezdzietni dotychczas Jan i Przemko zapewniali, że w wypadku bezpotomnej śmierci jednego z nich pozostali bracia podzielą się po połowie jego ziemiami z uwzględnieniem praw wdowy.
W połowie lat 20. XIV w. w związku z wrogimi stosunkami z książętami legnickimi związał się na krótko przyjaznymi układami z Polską. W 1328 wsparł księcia legnicko-brzeskiego Bolesława III Rozrzutnego w walce z Henrykiem VI wrocławskim. 29 kwietnia 1329, ulegając naciskom króla czeskiego Jana Luksemburskiego, uznał się we Wrocławiu jego lennikiem. W przeciwieństwie do braci, którzy byli lojalni wobec Luksemburczyka, Jan ścinawski nie uzyskał przy okazji hołdu lennego żadnych przywilejów, jednakże otrzymał prawo dziedziczenia ziem po braciach.
Na początku 1331 zmarł, prawdopodobnie otruty przez wasali, najmłodszy brat Jana – Przemko głogowski. W myśl wcześniejszych porozumień połowę księstwa (z wyjątkiem Głogowa oraz kasztelanii głogowskiej i tarnowskiej, które jako oprawę wdowią miała otrzymać Konstancja świdnicka) miał dostać Jan, podczas gdy druga miała przypaść Henrykowi IV. Nieoczekiwanie jednak na przełomie września i października 1331 w plany te wmieszał się Jan Luksemburski, który korzystając ze zgromadzonych na wyprawę z Polską oddziałów wojskowych zajął siłą Głogów, zmusił Konstancję do ucieczki, zaś od Jana ścinawskiego za sumę 2000 grzywien srebra odkupił należną mu połowę księstwa. Następnie książę ścinawski wziął udział w wyprawie Jana Luksemburczyka przeciwko Polsce i oblężeniu Poznania.
Sprzedaż Głogowa królowi czeskiemu zaniepokoiła jego starszych braci Henryka IV Wiernego i Konrada I oleśnickiego. 25 lipca 1334 Jan został zobowiązany przez nich, że nigdy więcej nie sprzeda dzierżonych przez siebie terytoriów bez ich zgody. Pomimo tego Jan, będąc w stałych kłopotach finansowych, próbował dalej rozsprzedawać swoje księstwo. 29 stycznia 1336, podczas wizyty w Pradze, Jan zdecydował się przekazać po swojej śmierci Ścinawę Janowi Luksemburskiemu w zamian za dożywotnie władanie w Głogowie. Tylko dzięki protestom braci układ ten ostatecznie nie wszedł w życie. Bracia nie zdołali za to powstrzymać Jana w zastawieniu Lubina Bolesławowi III Rozrzutnemu.
W celu uniknięcia dalszego rozprzedawania ojcowizny 27 sierpnia 1337 Henryk IV Wierny i Konrad I oleśnicki wykupili od Jana całe księstwo ścinawskie, zachowując tam dla niego dożywocie. W marcu 1338 układ został potwierdzony przez króla czeskiego w zamian za zrzeczenie się długów Jana Luksemburskiego wobec Henryka oraz rezygnację z zastawionego wcześniej Lubina. Pomimo tych wszystkich starań jeszcze w 1337 Jan sprzedał Luksemburczykowi Górę z okręgiem, zachowując prawo wieczystych rządów. 12 sierpnia 1345 wraz z Konradem oleśnickim sprzedał miasto wraz z okręgiem Czechom, otrzymując za prawa do jego połowy 1500 grzywien.
Od lat 40. XIV w. Jan ścinawski sprzedawał części swojego księstwa Henrykowi IV Wiernemu i jego synowi Henrykowi V Żelaznemu. 30 kwietnia 1341 sprzedał książętom żagańskim Wschowę z okręgiem, w 1353 zamek Ryczeń, w 1358 połowę Ścinawy i terytorium pomiędzy Odrą a Baryczą, zaś w 1361 Polkowice i Bagno.
W 1343 w czasie wojny Henryka V Żelaznego z Kazimierzem Wielkim wsparł militarnie swojego bratanka, w związku z czym wojska polskie wtargnęły do jego księstwa i zdobyły oraz spaliły Ścinawę.
Nie wiadomo, kiedy dokładnie Jan zmarł. Zgon księcia nastąpił między 23 kwietnia 1361 (data wystawienia przez niego ostatniego znanego dokumentu) a 19 maja 1365 (data wydania aktu, w którym wspominany jest jako zmarły). Znana jest data dzienna jego śmierci – 7 października, zmarł więc 7 października między 1361 a 1364. Został pochowany w klasztorze cystersów w Lubiążu. Jego spadkobiercami zostali Henryk V Żelazny i Konrad I oleśnicki.